# MorgenGrauen (Computerspiel)
MorgenGrauen ist neben UNItopia eines der ältesten deutschsprachigen MUD-Computerspiele. Es wurde im Jahre 1992 in Münster gegründet. Die meisten seither entstandenen deutschsprachigen MUDs basieren technisch entweder auf MorgenGrauen oder auf UNItopia.

## Spielwelt
Das MorgenGrauen spielt in einer Fantasy-Welt, die in Räume aufgeteilt ist. Räume sind jeweils einzelne, mit dem Spielerobjekt betretbare Objekte mit Beschreibung/Eingängen/Inventar. MorgenGrauen umfasst mittlerweile an die 20.000 Räume, die in verschiedene Gebiete wie Ebene, Polar, Wüste, Wald, Fernwest, Gebirge, Schattenwelt, Verlorenes Land, Dschungel, Inseln und Unterwelt aufgeteilt sind.
Als Spieler kann man sich beim ersten Login zwischen acht verschiedenen Rassen entscheiden: Mensch, Elf, Zwerg, Hobbit, Feline, Dunkelelf, Goblin oder Ork. Jede Rasse startet im Spiel in einem eigenen Gebiet.
Als Feline ist man automatisch in der Gilde der Katzenkrieger, als Elf in der Gilde der Wipfelläufer und als Dunkelelf in der Gilde der Dunkelelfen. Alle anderen Rassen beginnen in der Gilde der Abenteurer ihre Spielerlaufbahn.
Eine Gilde kann man (mit leichten Einschränkungen) im Laufe eines Spielerlebens frei wählen und beliebig oft wechseln. Es gibt noch folgende andere Gilden: Karate, Chaos, Kämpfer, Zauberer, Bierschüttler, Tanjian und Klerus. Hauptsächlicher Zweck dieser Gilden ist es, durch neu erlernbare Fähigkeiten (Skills) die Kampfkraft eines Spielers zu steigern, um damit wiederum gegen (immer stärkere) NPCs antreten zu können. Dabei wird – je nach Gilde – nach unterschiedlichen Prinzipien gekämpft. So benutzen beispielsweise die Karatekämpfer nur Hände und Füße zum kämpfen, die Kämpfer können nur mit Waffen umgehen, wohingegen die Zauberer ihre Gegner nur sinnvoll mit Zaubersprüchen bekämpfen können.

## Spielkonzept
Wie in MUDs üblich, gibt es auch in MorgenGrauen kein festgelegtes Spielziel. Die Spielsteuerung entspricht weitestgehend der in anderen MUDs.
Um ihre Fähigkeiten zu verbessern, können Spieler aufsteigen. MorgenGrauen hat ein Stufensystem; hat ein Spieler 100 so genannte Stufenpunkte (die sich aus mehreren Einzelwerten zusammensetzen), kann er seine Spielerstufe erhöhen. Durch gezieltes Erforschen (d. h. Ansehen) von Räumen und Gegenständen können Spieler an manchen Stellen so genannte Forscherpunkte erhalten. Ein Forscherpunkt zählt für sechs Stufenpunkte. Weiterhin sind die Abenteuer ein wichtiger Bestandteil des MorgenGrauen, man erhält Stufenpunkte durch das Lösen offizieller und Mini-Quests, wobei eine Quest meist aus einer Mischung einer Handlungs- (vergleichbar mit einem Text-Adventure) und Metzelkomponente besteht. Es gibt jedoch auch einige Quests für mehrere Spieler, die sie nur mit Kooperation bestehen können.
Im Spiel befinden sich viele Monster. Tötet ein Spieler eines von diesen, kann er Erfahrungspunkte erhalten. Erfahrungspunkte gehen mit einer speziellen Berechnung in die Stufenpunkte mit ein: für {\displaystyle x} Erfahrungspunkte erhält man {\displaystyle x^{0.32}} Stufenpunkte. Außerdem bekommt man für das erstmalige Töten starker Monster einmalig eine Anzahl permanenter Stufenpunkte dazu.
Mit einer höheren Stufe kann man mächtigere Kampffähigkeiten lernen und sich mehr Hinweise auf Verstecke von Zaubertränken beim Orakel holen. Die 80 vorhandenen Zaubertränke erhöhen permanent die Attribute einer Figur, bestehend aus Ausdauer, Intelligenz, Geschicklichkeit und Kraft, was indirekt wieder die Lebens- und Konzentrationspunkte steigert, stärkere Waffen verwendbar macht und die Zuschlagskraft erhöht.
Hat ein Spieler gewisse Anforderungen erreicht (diese wurden im „Leben“ des Spieles immer wieder geändert – sie schließen allerdings immer eine bestimmte Anzahl an gelösten Questen, besiegten Monstern etc. ein), so kann er sich von Merlin zum Seher befördern lassen. Hierdurch gewinnt er bestimmte Privilegien, zum Beispiel ein Haus, das er beliebig gestalten kann.
Ein Seher kann sich jederzeit zum Magier befördern lassen. Als Magier (Programmierer) darf er nicht mehr aktiv am Spiel teilnehmen, aber sich an der Entwicklung des MorgenGrauen beteiligen. Die hinter dem Magier stehende
Realperson darf aber mit anderen Spielern (Charakteren) weiterhin am Spiel teilnehmen.
Das Sterben der Spielfigur spielt keine bedeutende Rolle im MorgenGrauen, der Spieler erhält eine temporäre Attribut- und Angriffsreduktion und verliert einige Kampferfahrungspunkte, verliert aber keine sonstigen Kampf- und Zauberfähigkeiten oder sonstige Stufenpunkte. Die Attributpunkte erholen sich wieder bis zu ihrem ursprünglichen Wert. So kann es sein, dass man den Tod häufiger als in anderen MUDs trifft, hat aber weniger Konsequenzen zu befürchten. Lebens- und Konzentrationspunkte (auch als Magiepunkte bekannt) werden hauptsächlich durch Essen und Trinken in Kneipen wiederaufgefüllt.
Eine Besonderheit des MorgenGrauen ist der sogenannte Teamkampf. Hierbei können mehrere Spieler ein Team bilden und so zusammen kämpfen. Teams sind organisiert in Kampfreihen, wobei die erste Reihe direkt mit dem Monster kämpfen kann, der Rest des Teams nur durch Zauber oder Ähnliches. Ebenfalls können die Spieler in der ersten Reihe die hinteren Spieler schützen. Der Teamkampf bietet auch einen organisierten Kampfstart und einen Teamkanal, sowie die Vergabe der Erstkill-Punkte an ein Teammitglied im Raum, das sie noch nicht hat.
Momentan (2009) sind im MorgenGrauen etwa 9400 Spieler angemeldet, wobei zu beachten ist, dass eine Realperson mehrere Spieler anmelden darf (sogenannte "Zweitspieler" oder "Zweities"). Andererseits werden Spieler, die nicht viel erreicht haben, nach längerer Abwesenheit automatisch gelöscht. Es kann auf jeden Fall von mehreren tausend Realpersonen ausgegangen werden, die das MorgenGrauen besucht haben.
An einem normalen Abend (Hauptzeit) sind etwa 10–20 Spieler und Zweitspieler im MorgenGrauen anwesend.

## Technische Basis
MorgenGrauen ist ein LDMud und wird in LPC programmiert. Anlässlich des Umzugs des Servers von Berlin nach Köln Anfang Februar 2007 ist MorgenGrauen vom ursprünglichen LPMud-Gamedriver von Lars Pensjö, der seit 1992 benutzt wurde, auf die daraus hervorgegangene Weiterentwicklung LDMud von Lars Düning umgestiegen.
Die Klassenbibliothek (sogenannte Mudlib) von MorgenGrauen hat weite Verwendung bei anderen MUDs gefunden und ist zusammen mit jener von UNItopia die verbreitetste bei deutschsprachigen MUDs. MorgenGrauen und UNItopia haben damit die Entwicklung der MUDs im deutschsprachigen Raum entscheidend geprägt.

### Blindenfreundlichkeit
Das MorgenGrauen bietet einige blindenfreundliche Funktionen an:
- Abschalten der ASCII-Grafiken

Es ist möglich, ASCII-Grafiken (d. h. Grafiken, die mit Textzeichen dargestellt werden), abzuschalten, sodass auch ein Screenreader die entsprechenden Stellen problemlos vorlesen kann, und der blinde Spieler somit nicht am MorgenGrauen-Spiel gehindert wird.
- Abschalten der Ausgabe von Text eines Raumes

Um weitere Strecken im MorgenGrauen zurückzulegen, muss man oft durch sehr viele Räume „laufen“. Hierbei entsteht normalerweise sehr viel Text, da jeder Raum eine etwa 5–10 Textzeilen lange Beschreibung hat. Das MorgenGrauen bietet es nun an, Raumbeschreibungen als Kurzzusammenfassung in einer Zeile anzuzeigen (beziehungsweise einem Blinden vorzulesen), oder aber die Ausgabe ganz zu unterbinden.
Der entsprechende Befehl kann natürlich auch von „normalen“ Spielern verwendet werden, um beim skriptgesteuerten Ablaufen von Wegen nicht zu viel Ausgabe zu produzieren.
- Tonausgabe

Das MorgenGrauen unterstützt es, bei Textnachrichten oder Ähnlichem einen Signalton auszugeben, um die Aufmerksamkeit eines Blinden hierauf zu lenken.
- Spielerinitiativen

Verschiedene blinde Spieler des MorgenGrauen stellen sich für neue blinde Spieler als Ansprechpartner zur Verfügung, testen Blindenhilfsmittel oder Screenreader sowie die blindenfreundliche Programmierung.

### Verbindung
Das MorgenGrauen ist auf dem Server mg.mud.de auf Port 23 oder 4711 per Telnet und über Port 992 per stunnel zu erreichen. Alternativ existiert auch ein Web-Telnet-Interface. Wie in MUDs im Allgemeinen üblich, ist das Spielen im MorgenGrauen (bis auf etwaige Internetgebühren) völlig kostenlos.